# Aeverrillia armata
Aeverrillia armata är en mossdjursart som först beskrevs av Addison Emery Verrill 1873.  Aeverrillia armata ingår i släktet Aeverrillia och familjen Aeverrilliidae. Inga underarter finns listade i Catalogue of Life.